# La Ceja (Antioquia)
La Ceja del Tambo, sovint anomenada simplement La Ceja, és una ciutat i municipi del Departament d'Antioquia de Colòmbia. Forma part de la subregió d'Antioquia Oriental. Limita amb els municipis de Rionegro i Carmen de Viboral al nord, La Unión a l'est, i Montebello i Retiro a l'oest. Es troba a uns 41 km de Medellín, la principal ciutat del departament.
La ciutat és coneguda per estar ben comunicada amb altres pobles i municipis d'Antioquia a través de les seves extenses carreteres, com ara la carretera Medellín-Bogotà, les carreteres de Las Palmas i la carretera de Medellín Santa Elena. També té un camí de terra que porta al barri de Mesopotàmia de La Unión.
El P. Germán Montoya va escriure l'himne per al poble, anomenat "Himne de La Ceja del Tambo". Donato Duque Patiño va crear la bandera.

## Història
El territori avui conegut com "La Ceja" va ser habitat per primera vegada pels tahamís. Els tahamís són un poble indígena dedicat a l'agricultura, concretament al cultiu del blat de moro. El 1541 els conqueridors espanyols van arribar a la ciutat, liderats per Álvaro de Mendoza, adjunt del mariscal Jorge Robledo. En arribar a aquesta regió, Mendoza va descobrir una extensa i fèrtil vall plena de verds prats solcats per aigua abundant i neta. La va anomenar la "Vall de Santamaría", que avui es coneix com la "Vall de La Ceja del Tambo".
Des de principis del segle XVII, molts d'Antioquia, especialment els residents de Medellín i Santa Fe de Antioquia, es van traslladar a la zona a causa dels seus atractius naturals i dels seus terrenys fèrtils aptes per a l'agricultura i la ramaderia.
L'any 1683 es va netejar un camí entre San Nicolás de Rionegro i Santiago d'Arma, que al seu torn conduïa a Popayán. Els locals van construir un refugi, o "tambo" al costat d'aquesta ruta, que va originar la posterior denominació d'aquesta població com "La Ceja del Tambo".
La vila va ser fundada com "La Ceja" el 7 de desembre de 1789 per María Josefa Marulanda Londoño i el pare José Pablo de Villa.
El 1824, la ciutat tenia 2.012 habitants, dels quals 98 eren esclaus.
La Ceja va ser elevada a la categoria de municipi l'any 1855. L'any 1905 es van fer els primers estudis per a la instal·lació d'un aqüeducte i l'any 1927 van entrar en funcionament el primer aqüeducte i clavegueram.

## Demografia
Població total: 48.879 habitants (2009)
- Població urbana: 41.587
- Població rural: 7.292

### Etnografia
Segons les xifres presentades pel cens DANE l'any 2005, la composició ètnica del municipi és la següent:
- Mestissos i blancs: 92,1%
- Afrocolombià: 7,9%

## Economia
A diferència d'altres pobles de l'est d'Antioquia que se centren en la mineria, La Ceja ha estat tradicionalment un poble d'agricultura i ramaderia.
Els principals productes agrícoles del municipi són la tomaquera d'arbre, els plàtans, les mores, el caturro i el cafè, i altres fruites i hortalisses.
Tradicionalment, la ramaderia lletera ha estat una part molt important de l'economia. Actualment, a la regió es produeixen uns 70.000 litres de llet al dia.
Al nord de la ciutat hi ha nombrosos productors i exportadors de flors tallades, que són la principal font d'ocupació dels habitants de La Ceja. La major part de la producció d'aquestes granges de flors s'exporta als Estats Units. Les principals varietats de flors en producció són els crisantems, les hortènsies, les gerberes i els àsters.

## Llocs d'interès

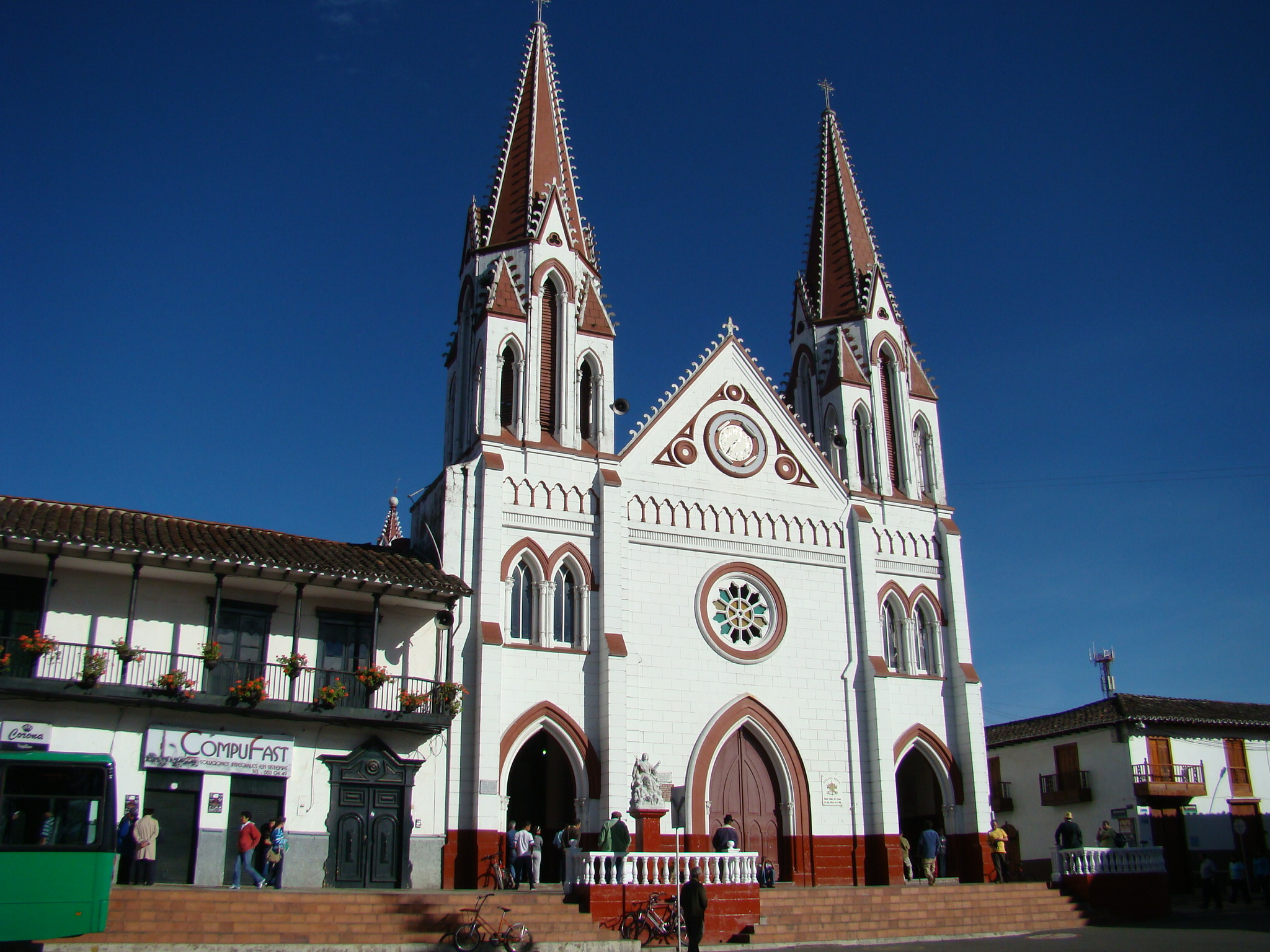
Basílica Menor de Nostra Senyora del Carme

La població compta amb més d'un miler d'establiments comercials: restaurants, cafeteries, bars, centres d'oci, quioscos, botigues de roba, cibercafès, drogueries, supermercats, hotels, botigues, agències de viatges i lloguers, centres sanitaris, escoles, etc.
La plaça principal també té dues esglésies, la capella de la Mare de Déu de Chiquinquirá i la basílica menor de la Mare de Déu del Carme. L'antiga capella també es considera un museu d'art religiós, i conté obres d'artistes com Gregorio Vasquez de Arce y Ceballos.
Les atraccions addicionals inclouen les següents:
- Cascada del riu Buey
- Riu Pantanillo
- Teatre Juan de Dios Aranzazu
- Casa de Cultura Gregorio Gutiérrez González

A més de tota la gastronomia típica de la Paisa, La Ceja és famosa pels seus dolços i conserves com flams, melmelades, gelees, arequipes, delícies de xocolata i panelites.

## Galeria

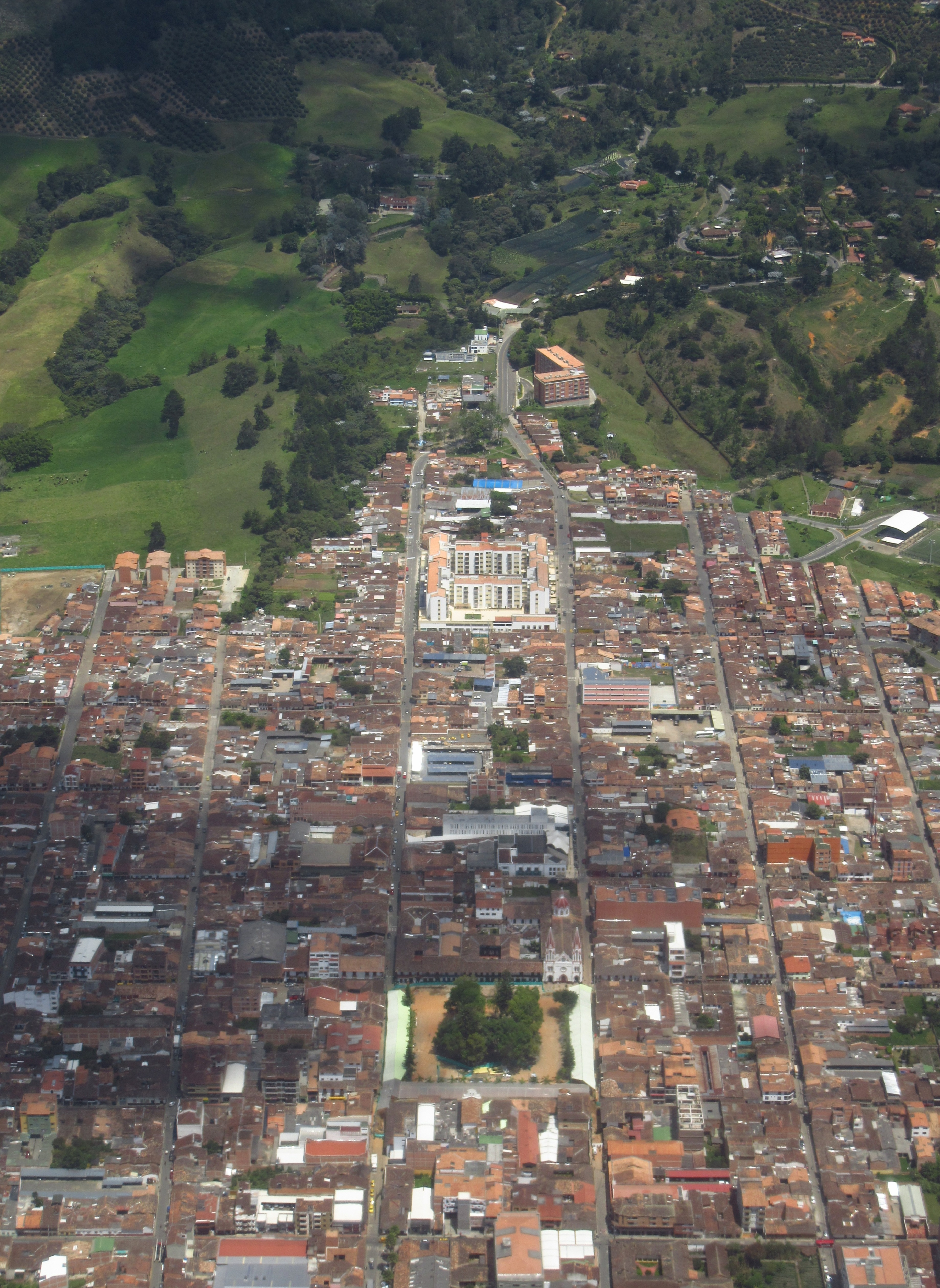
La Ceja des de l'aire
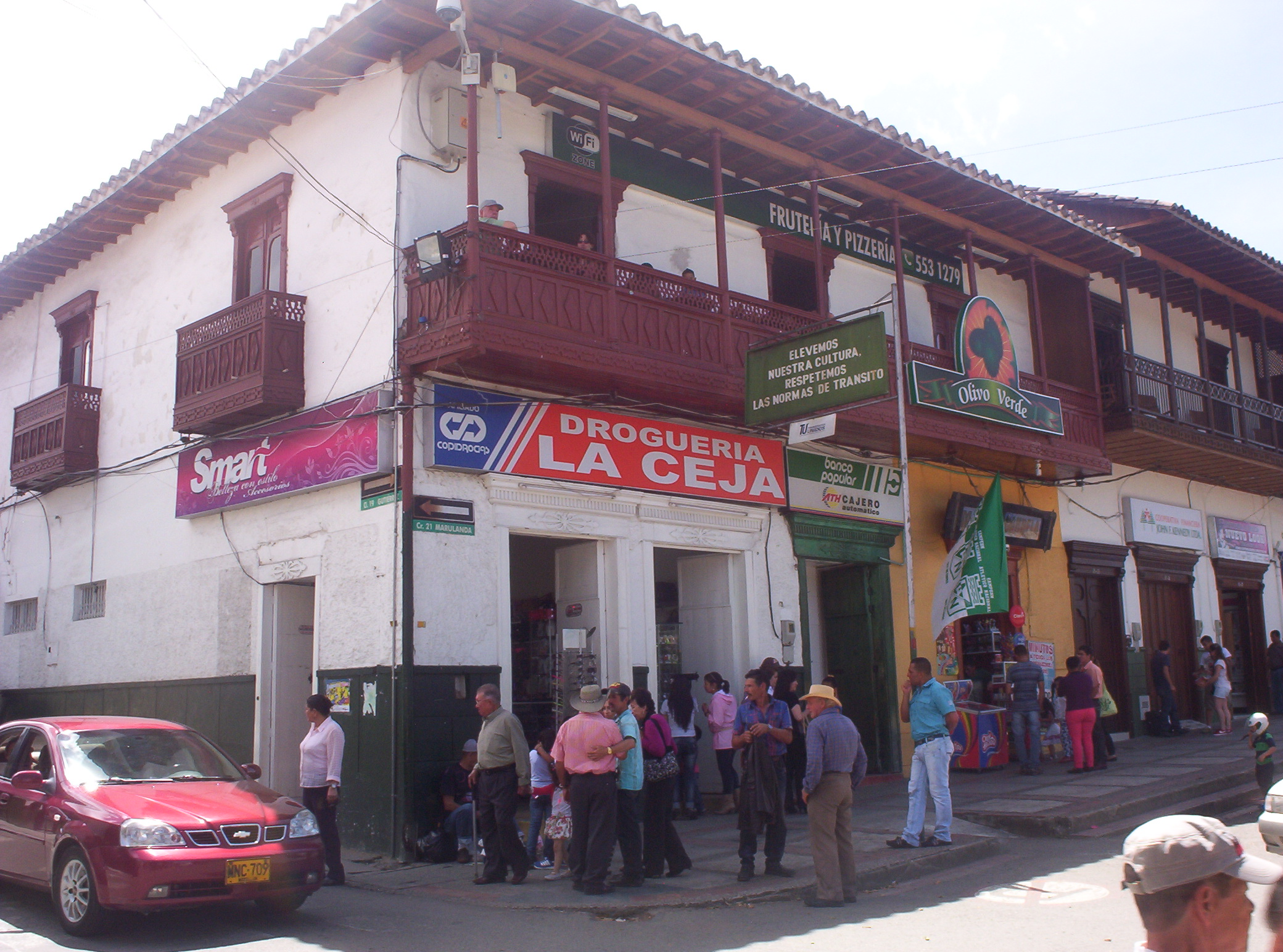
Botigues i restaurants a la plaça principal
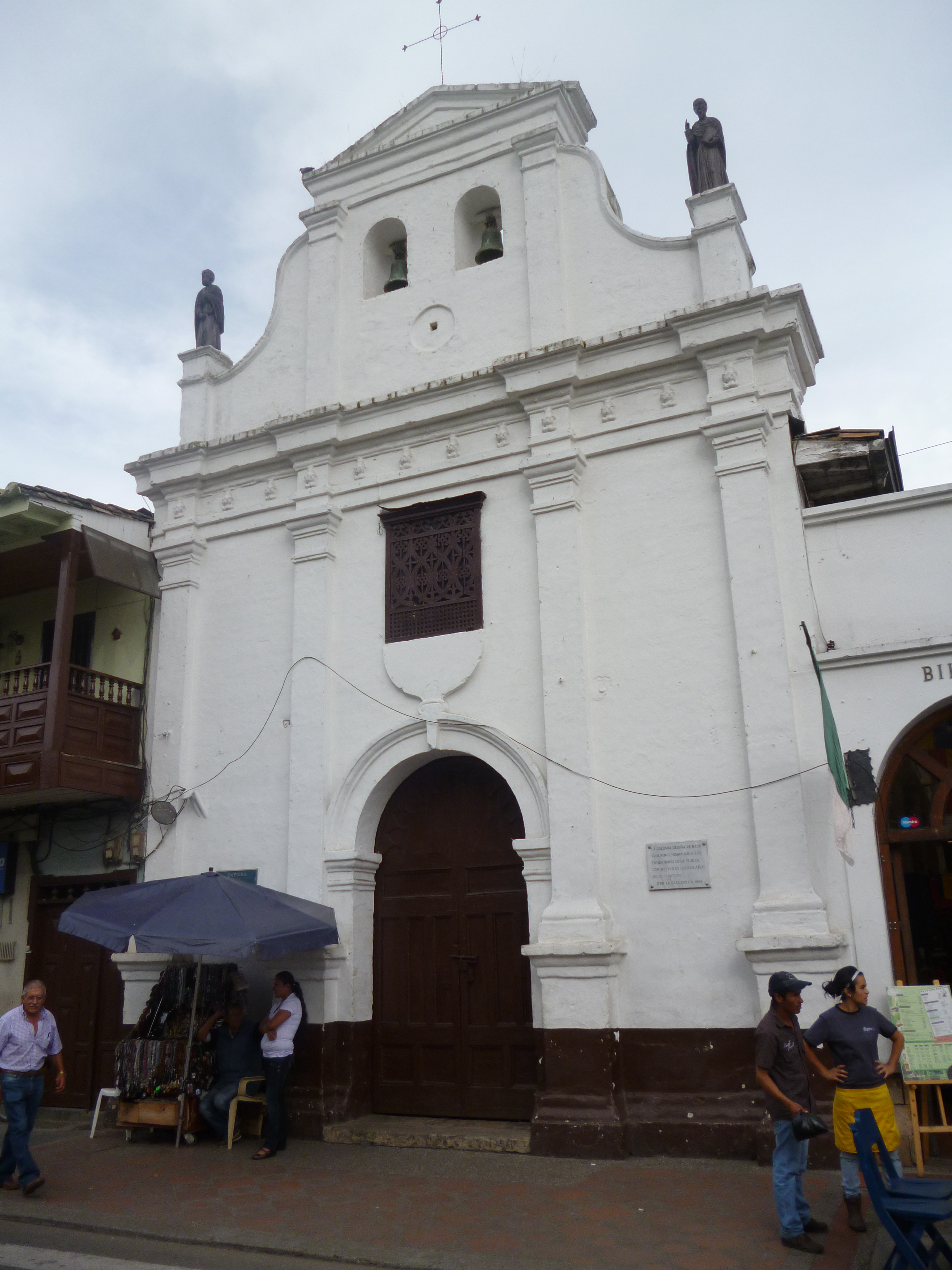
Capella de la Mare de Déu de Chiquinquirá
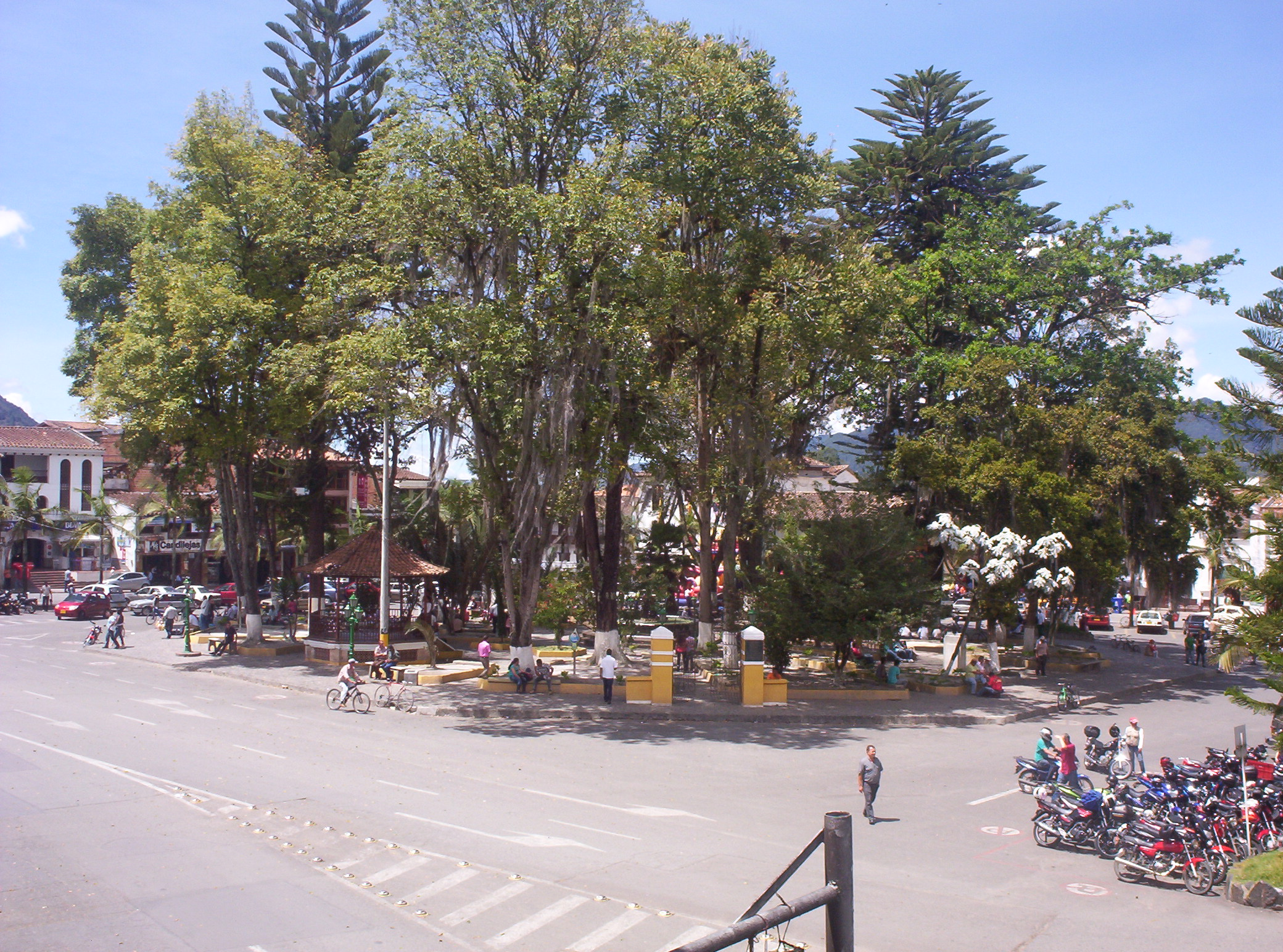
Plaça Major